# Aplasia eritroide pura
L'aplasia eritroide pura non è una malattia unica dal punto di vista eziologico, ma dal punto di vista clinico, dato che presenta un quadro sintomatologico ed ematologico unico. La malattia può essere genetica o acquisita e nel secondo caso può essere acuta o cronica

## Epidemiologia ed eziopatologia delle tre forme

### Eritroblastopenia acuta acquisita
È stata rilevata una correlazione con l'infezione da Parvovirus B19, mancano le dirette evidenze che collegherebbero le due malattie, pertanto l'eziologia di questa forma è sconosciuta, tuttavia si esclude un'origine genetica.

### Eritroblastopenia acquisita cronica
Più frequente nei maschi adulti e anziani rivela una associazione significativa ma bassa (del 10-15%) con i timomi quindi se ne è ipotizzata, e verificata, l'origine autoimmune. Sono state trovate nel midollo molecole inibitorie di origine linfocitaria, ovvero immunoglobuline oppure altre molecole secrete da linfociti T.

### Eritroblastopenia congenita (o anemia di Diamond-Blackfan)
Chiamata anche anemia di Diamond-Blackfan, si sono dimostrate diverse mutazioni sul locus 19q13.2, ma il prodotto genico è ignoto, impedendo lo sviluppo di una teoria che possa relazionare la causa e l'effetto.

## Clinica

### Semeiotica e laboratorio
I sintomi per la forma acuta sono i sintomi tipici dell'anemia, questi tuttavia non si presentano nelle forme croniche in quanto l'organismo si è adattato. In tutti i casi si rileva un quadro di ipoplasia eritroide con cellule normocitiche e normocromiche e ridotta reticolocitosi, le altre filiere sono intatte sia nello striscio che nell'agoaspirato midollare dove si nota la riduzione delle cellule della linea eritroide

## Trattamento
La forma acuta di solito si risolve spontaneamente mentre nelle forma croniche si inizia una terapia di supporto con emotrasfusione con tutti i problemi legati alla pratica. Nel caso di associazione con timoma, la rimozione della neoplasia in un 50% dei casi risolve anche il problema ematologico associando una terapia immunosoppressiva con ciclosporina o ciclofosfamide.